# ARL6IP5
ARL6IP5 (англ. ADP ribosylation factor like GTPase 6 interacting protein 5) – білок, який кодується однойменним геном, розташованим у людей на короткому плечі 3-ї хромосоми.  Довжина поліпептидного ланцюга білка становить 188 амінокислот, а молекулярна маса — 21 615.
| 10         |  | 20         |  | 30         |  | 40         |  | 50         |
| ---------- |  | ---------- |  | ---------- |  | ---------- |  | ---------- |
| MDVNIAPLRA |  | WDDFFPGSDR |  | FARPDFRDIS |  | KWNNRVVSNL |  | LYYQTNYLVV |
| AAMMISIVGF |  | LSPFNMILGG |  | IVVVLVFTGF |  | VWAAHNKDVL |  | RRMKKRYPTT |
| FVMVVMLASY |  | FLISMFGGVM |  | VFVFGITFPL |  | LLMFIHASLR |  | LRNLKNKLEN |
| KMEGIGLKRT |  | PMGIVLDALE |  | QQEEGINRLT |  | DYISKVKE   |  |            |

A: Аланін

D: Аспарагінова кислота

E: Глутамінова кислота

F: Фенілаланін

G: Гліцин

H: Гістидин

I: Ізолейцин

K: Лізин

L: Лейцин

M: Метіонін

N: Аспарагін

P: Пролін

Q: Глутамін

R: Аргінін

S: Серин

T: Треонін

V: Валін

W: Триптофан

Локалізований у клітинній мембрані, цитоплазмі, цитоскелеті, мембрані, ендоплазматичному ретикулумі.